# Alpokalja

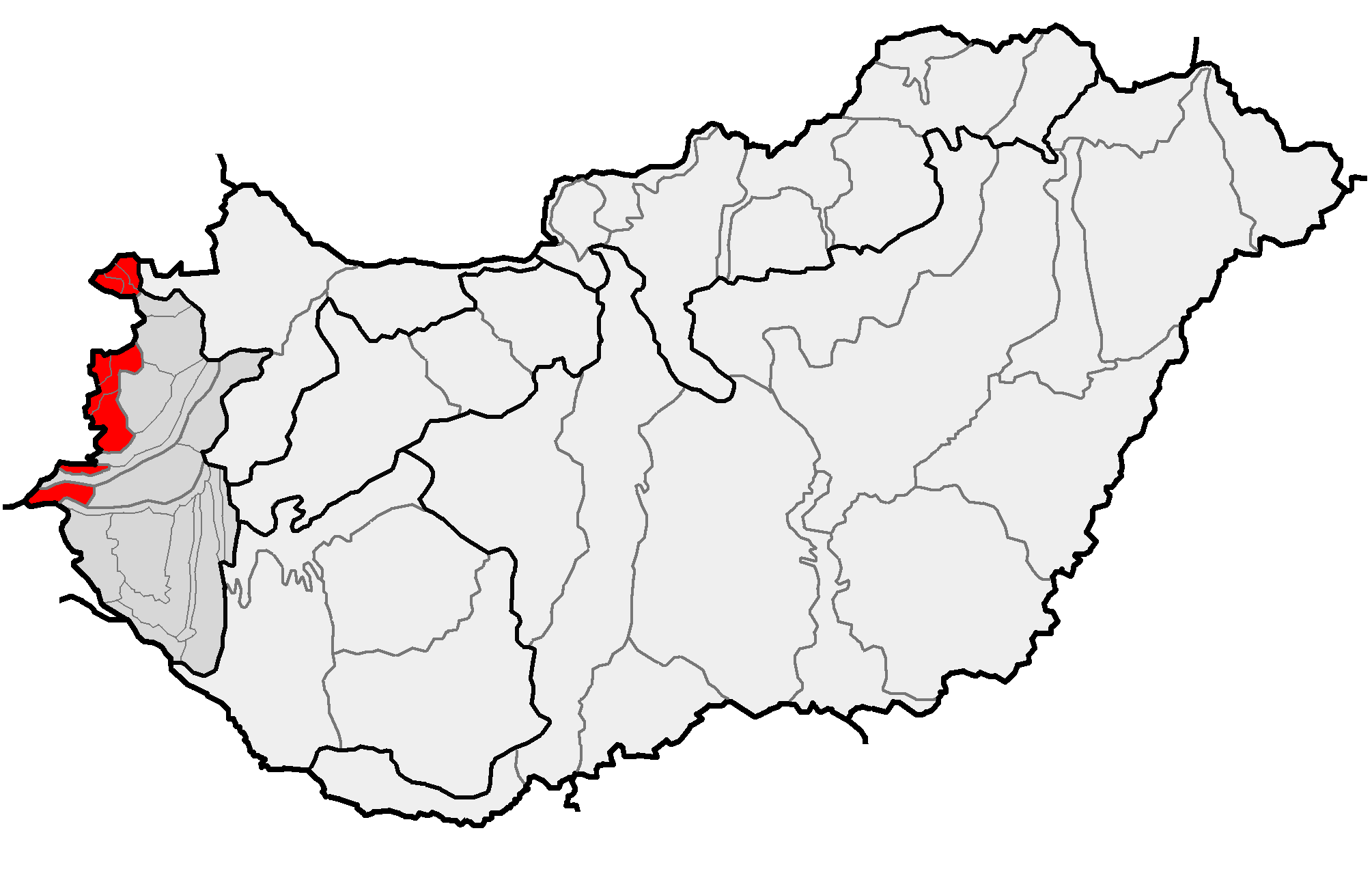
Localización de la región de Alpokalja (en rojo) en Hungría

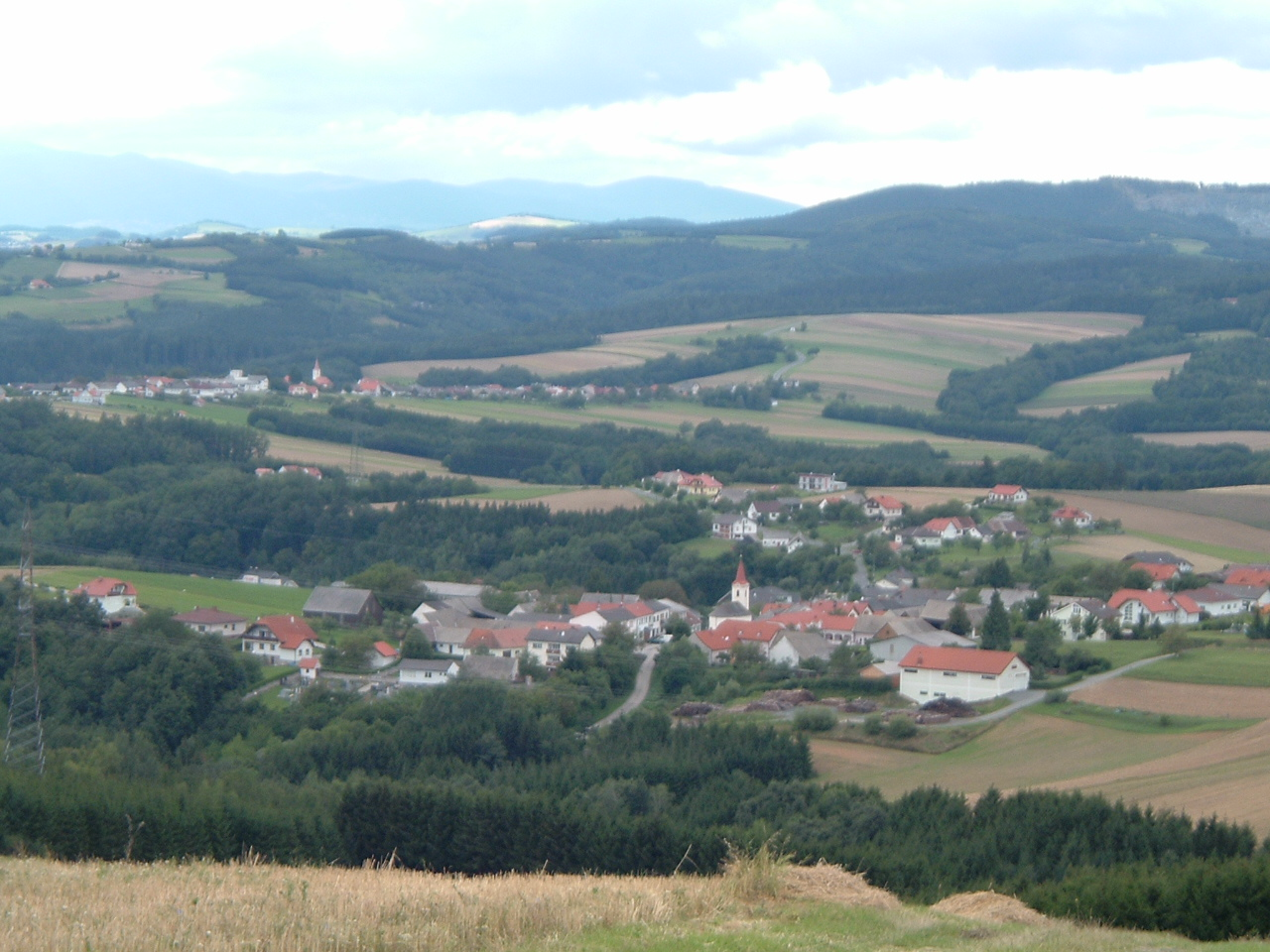
Montes de Kőszeg vistos desde Burgenland, Austria.

Alpokalja (en alemán Alpenostrand) es una región geográfica de la Hungría occidental, fronteriza con Austria. Se extiende por la parte occidental de los condados de Győr-Moson-Sopron y Vas. Alpokalja significa literalmente pies de los Alpes.

## Geografía
La región limita al norte con la cuenca de Viena, al sur con la cuenca de Graz, al oeste con los Montes de Rosaliengebirge y de Bucklige Welt y al este con la llanura de Kisalföld.
La mayor parte del territorio se compone de colinas y hay dos cadenas montañosas principales: los Montes de Kőszeg y los Montes de Sopron. Además, forman parte del territorio las colinas de Vas y las de Balfi. La cima más alta de esta región de Hungría es el Írott-kő de 882 metros, que se encuentra en los Montes de Kőszeg. Los bosques de abetos son característicos de la región. En el territorio de los Montes de Kőszeg y los Montes de Sopron, se pueden encontrar dos áreas naturales protegidas que forman parte del Parque nacional de Fertő-Hanság.
Las ciudades más importantes de la región son:
- Kőszeg
- Sopron
- Szombathely
- Körmend